# Sivooký démon
Sivooký démon je romaneto Jakuba Arbese, vytvořené v roce 1873, kdy si autor odpykával třináctiměsíční trest ve věznici v České Lípě za svou činnost v Národních listech. Jedno z rozsáhlejších děl tohoto druhu. Jedná se o detektivní dílo s romanticko-hororovými prvky. Ústřední východisko spočívá ve smrti malého dítěte a záhadném zmizení jeho těla. Zdánlivě nevysvětlitelná záhada je vypravěčem luštěna postupně za tajůplných okolností s pomocí náznaků ve vyprávění dvou hlavních postav, jakož i vlastních zjištění. Roku 1919 byka kniha zfilmována Václavem Binovcem; film je dnes však považován za ztracený.

## Hlavní postavy
- vypravěč – slouží zároveň jako hlavní postava. V textu nikde neuvádí svoje jméno.
- Regina – mladá „teta“ a zároveň objekt lásky vypravěče
- strýc Robert – vysloužilý důstojník, podivínský majitel statku na Šumavě
- otec dítěte
- zrzoun – vysloužilý voják, kočí

## Děj
Dílo autor rozčlenil do dvou částí, časem, rozsahem i způsobem vyprávění rozdílných.
V první, výrazně kratší části, se odehrává jakýsi příběh „noir“. Tajemný mladý muž si klestí cestu noční Malou Stranou s blíže nespecifikovaným předmětem tak, aby jej nikdo neviděl. Jeho cílem se stane jeden z malostranských domů, kde na něj již čeká mladá žena – matka malého děvčátka, které podlehlo blíže nespecifikované nemoci. Zde se čtenář dozvídá, že záhadným předmětem, jenž muž do domu donesl, je dřevěná rakvička s voskovou figurínou děvčátka, podobnou zemřelému dítěti. Muž odchází neznámo kam. Druhý den se koná pohřeb dítěte, načež i jeho matka z města zmizí beze stopy. Teprve posléze hrobník náhodou zjistí záměnu dítěte za voskovou panenku. Svá zjištění svěří policii. Pátrání po matce i důvodech záměny skončí bezvýsledně.
Do druhé, zpočátku zdánlivě nesouvisející, části již vstupuje vypravěč, coby jedna z hlavních postav příběhu. Vypravěčem je mladý student žijící v podnájmu společně s dalším mužem – státním zástupcem, odpůrcem režimu. Ten však musel z důvodu svého politickém prohlášení z bytu odejít a skrývá se na neznámém místě. Student jednoho dne obdrží dva dopisy. V jednom nalezne pozvání od svého strýce Roberta, kterého si pamatuje pouze z dětských let a v druhém naopak obdrží anonymní varování před touto cestou. Student se rozhodne strýce navštívit v jeho sídle na Šumavě. Již cestou se jeho osudy protnou se strýcovým nesympatickým kočím povozu – zrzounem. Ve chvíli setkání student netuší, že toto setkání nebylo náhodné, stejně jako nebylo náhodné, že zrzoun místo na Šumavu dovezl studenta do Plzně, tedy zpátky. Za dramatických okolností, kdy si student vynutí svou vůli se střelnou zbraní v ruce, nakonec na Šumavu dojedou. Zde však dojde k dalšímu střetu studenta s kočím, na nějž student nakonec vystřelí a nabude dojmu, že jej usmrtil. Vzápětí je napaden smečkou psů. Po šílené jízdě padá a ztrácí vědomí.
Student se probouzí již na strýcově šumavské usedlosti. Dozvídá se, že smečka psů patřila strýcovi a slouží ke střežení jeho osamoceného statku. Kočí přežil, jelikož zbraň záměrně nebyla nabitá. Z vyprávění podivínského, ale celkem přátelského strýce Roberta se dozvídá o jeho vojenské kariéře, na niž však zcela zjevně není hrdý. Poprvé se také dozvídá o strýcově krásné mladé ženě Regině. Té byl původně samozvaným otčímem. Ujal se jí jako malé holčičky po smrti jejího otce. Tu paradoxně sám jako velící voják zavinil. Jak postupně student poznává, vše na statku se točí právě kolem této nebývale půvabné ženy. Kromě ní, strýce a zrzouna na statku dlí ještě ohyzdná a chromá stařena, coby služka a další pomocný personál sestávající z mrzáků všeho druhu a postižení, což jen podtrhuje stísněnou a tajemnou atmosféru tohoto obydlí.
Po plánovaném odjezdu strýce zůstává student v přítomnosti Reginy sám. Poznává, že tato žena kromě krásy oplývá i inteligencí a důvtipem. Překvapivě také disponuje řadou informací o něm samém a životě v Praze. Student se do Reginy neodvratně zamiluje a je překvapen, když pozoruje projevy náklonnosti i z její strany.
V průběhu milostné části příběhu, který však jen ve snu decentně překračuje platonický rámec, Regina studentovi postupně poodhaluje její osud. Ten nabral tragický směr v revolučním roce 1848, kdy jí právě zrzoun zastřelil otce. Ona se stala sirotkem, následně vychovávaným právě strýcem Robertem, tehdy velitelem útvaru, jehož příslušníkem byl i zrzoun.
Regina původně zjevně nemá v úmyslu své tajemství rozkrýt zcela, avšak studentův děsivý nález na dně jednoho ze šumavských jezer ji přiměje jemu, tudíž i čtenáři, odhalit celou tajenku jejího života. Svěří se mu s osudovou láskou, již prožila při svém dvouletém pobytu v Praze a která nezůstala bez následku v podobě oběma rodiči následně milované dcerky. Děj v závěrečné fázi Reginina vyprávění navazuje na úvodní příběh, respektive nahlíží na něj z pozice hlavní aktérky. Anonymní postava mladé ženy nabývá ztotožnění. Právě Regina je totiž onou záhadnou matkou zemřelého dítěte, s jehož mrtvolkou beze stopy mizí. Azyl našla opět u Roberta na Šumavě. Ten však pro ni, oproti všeobecnému a ústřední dvojicí záměrně udržovanému povědomí okolí, navždy zůstal jen otčímem, ač on projevil snahu proměnit jejich vztah v partnerský. Jezerním nálezem, v kontextu s vyprávěním hlavní ženské postavy, je odhalena největší záhada, tedy celý osud tělesné schránky dítěte a způsob jejího uchovávání. V následující „akční scéně“, kdy policie nahání vlastizrádce a kdy je smrtelně raněna i sama Regina, autor odpovídá i na otázku poslední a odhaluje totožnost otce mrtvého dítěte.
V epilogu se vypravěč vrací po 10 letech „na místo činu“, kde nalézá strýce již ve značném stupni demence. Dozvídá se o dobrovolné smrti otce dítěte a zároveň zjišťuje, že o tělo milované Reginy bylo postaráno stejným způsobem, jako o tělíčko její malé dcerky. Příběh symbolicky uzavírá nehoda, jež vede ke zkáze Reginina těla. Příběh osudové lásky s tragickým koncem tak zůstává nadále pouze v mysli vypravěče.  

## Umělecké rozhraní
Dílo je typickým příkladem středně rozměrné prózy, zvané podle nápadu Jana Nerudy „romaneto“. Tudíž i tradičním formátem autora. Jedná se v pořadí o jeho čtvrté romaneto, avšak teprve druhé (po známějším titulu Svatý Xaverius), které již jako romaneto vědomě psal. S novelou má dílo společný směr k překvapivé pointě, avšak rozsahem (nakladatelství J. Otty, 1. souborné vydání svazek I. cca 150 stran), nectěním jednoty času a místa děje, střídáním žánru, jakož i závažností nosného tématu, zcela tuto prozaickou formu překračuje. V uvedeném smyslu má dílo blíže k „podměrečnému“ románu. Čtivost spočívá právě v hutnosti informací, které jsou čtenáři předkládány. Tedy právě jen v rozsahu nezbytně nutném pro pochopení motivů všech hlavních aktéru a nalezení logiky jejich jednání. Východisko dalších událostí spočívá ve smrti dítěte a následném zoufalství rodičů nad touto tragickou životní událostí, ústící v morbidní řešení. Sám Arbes měl se smrtí vlastních dětí neblahé zkušenosti, zoufalství rodičů rozuměl. Není jistě náhodou, že toto dílo psal v blízké časové souvislosti po smrti svého synka Edgara († 21. 5. 1872). Ten ve svých 4 měsících podlehl zánětu plic. Ač autor, s výjimkou úvodní scény, vypráví děj v tzv. ich-formě a sám je jako vypravěč jedním z hlavních hrdinů, není z výše uvedeného důvodu od věci úvaha, že se vnitřně ztotožnil spíše s rodiči. Tedy Reginou a tajemným otcem, s nimiž jej spojovaly stejné zkušenosti. Na rozdíl od románových rodičů bylo Arbesovi mimo dítek zemřelých, dopřáno vychovat dvě dcery k dospělosti. Jedné z nich, Růženě Polyxeně (* 1877), romaneto Sivooký démon posléze věnoval.
Akční a hororové prvky se v průběhu děje střídají s pasážemi rozehrávající milostný příběh ústřední hrdinky, klasické „femme fatale“, božsky půvabné, záhadné a důvtipné Reginy s vypravěčem. Současně je dílo vystavěno jako detektivního příběh a z valné části zasazeno do tajemného prostředí tu noční Malé Strany, tu šumavských hvozdů. Na úvod je čtenáři načrtnuta zdánlivě nevysvětlitelná záhada, kterou následně vypravěč, coby průvodce dějem, odtajňuje. Příběh postupně spěje k sice málo uvěřitelnému, přesto však logickému vyústění.
Děj příběhu se odehrává v „nedávné milosti“, tedy někdy na počátku 60. let 19. století. Vodítko pro identifikaci času autor sám čtenáři nabízí. Revoluční rok 1848 zastihuje v jejích vlastních vzpomínkách Reginu ještě nedospělou dívku, zatímco závěr příběhu se odehrává v blízké časové návaznosti po bitvě u Hradce Králové roku 1866. Děj se však několikrát ve vyprávění hlavních postav - Reginy a strýce Roberta (jediné postavy, které mají alespoň křestní jméno), předsouvá právě do roku 1848. Právě z těchto vzpomínek, sdělovaných vypravěči, vyvěrají stěžejní motivy následného jednání hlavních hrdinů. Rok 1848 je ostatně častým Arbesovým tématem a bolavým obdobím. Není tedy překvapením, že právě do tohoto roku zasadil události negativní, tedy nepochopitelně kruté jednání vojáků, zapříčiňující smrt Reginina otce, jakož i její zranění spojené s trvalými následky.

### Realistické prvky
- Skutečně existující místa a historické souvislosti
- Logické vyřešení záhad
- Stručné a výstižné vyobrazení postav

### Romantické prvky
- Tajemné prostředí noční Malé Strany a Šumavy
- Božsky krásná a záhadná hlavní ženská postava
- Vedlejší postavy - mrzáci z nejasných příčin
- Tragický dějový oblouk – smrtí dítěte příběh začíná a smrtí rodičů končí